# Svenska Litteraturpriset
Svenska Litteraturpriset, även kalllat Äntligen! Svenska litteraturpriset, var ett litterärt pris som instiftades 2006 under namnet Folkets litteraturpris.

## Historik
Rix FM och bokhandelskedjan Bokia instiftade 2006 det litterära priset Folkets litteraturpris. Det initierades bland annat av programledaren på Rix FM Gert Fylking, som en reaktion mot Svenska Akademiens pris Nobelpriset i Litteratur. Han hade då i flera år varit med i pressuppbådet när Nobelpriset utlystes och ironiskt utropat Äntligen! vid tillkännagivandet, eftersom han menade att priset gick till författare "vanligt folk" inte hört talas om. Han hoppades att ständige sekreteraren vid Svenska Akademien skulle komma och ropa "äntligen" vid Folkets Litteraturpris tillkännagivande.
Priset hade en prissumma om 100 000 kronor och delades ut till författaren Camilla Läckberg, som röstades fram av radiolyssnare och besökare på Bokias webbplats.
Året därpå, 2007, kallades priset Äntligen! Svenska Litteraturpriset och Rix FM samarbetade med CDON litteraturpriset. Även år 2007 var prissumman 100 000 kronor och pristagaren utsågs genom en omröstning bland svenska folket. Pristagare 2007 blev författaren Liza Marklund,  som skänkte summan till en stödförening för kvinnor som drabbats av våld och hedersvåld. Det är ovisst om priset delades ut mer än en gång. 

## Pristagare
- 2006 – Camilla Läckberg (Folkets litteraturpris)[3]
- 2007 – Liza Marklund (Äntligen! Svenska litteraturpriset)[4]